# You & I
You & I is een nummer van de Brits-Ierse boyband One Direction. Het staat in hun derde album Midnight Memories uit 2013.
Het nummer is geschreven door Harry Styles, Louis Tomlinson, Zayn Malik, Niall Horan en Liam Payne.
- MusicBrainz release group: 7f9cf461-b7c9-4442-8aa6-501e2291656d